# Lord John in New York
Lord John in New York er en amerikansk stumfilm fra 1915 af Edward J. Le Saint.

## Medvirkende
- William Garwood som Lord John.
- Stella Razeto som Maida Odell.
- Ogden Crane som Roger Odell.
- Walter Belasco som Paola Tostini.
- Jay Belasco som Antonio Tostini.